# 쑹화강

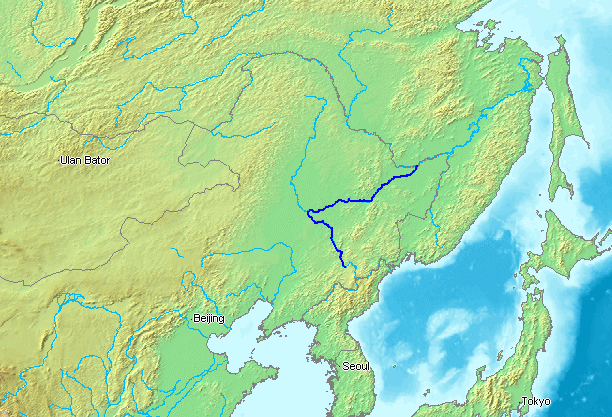
쑹화강

쑹화강(중국어: 松花江, 병음: Sōnghūa Jīang, 만주어: ᠰᡠᠩᡤᠠᡵᡳ
ᡠᠯᠠ Sunggari Ula, 러시아어: Сунгари)은 백두산 천지에서 발원한 강으로, 아무르강의 가장 큰 지류이다. 한자어 발음에 따라 송화강이라고도 한다. 쑹화강은 둥베이에 자리잡은 지린성과 헤이룽장성의 비옥한 둥베이 평원 북부를 관통한다. 강의 길이는 1,927km이다.

## 교통
북부에 위치하기 때문에 5개월의 겨울 동안은 강이 얼어붙는 결점이 있으나, 아무르강에 비하면 결빙기가 짧기 때문에 수로(水路)의 항행가치는 아무르강 본류에 비해 더 높다. 하얼빈이 기선 항행의 중심이며, 강물이 풍부한 시기에는 지린(吉林) 부근까지 작은 배의 운항이 가능하다.

## 도시
쑹화강 강 유역의 도시:
- 하얼빈
- 자무쓰
- 쑹위안
- 지린성

## 교량
쑹화강에 놓여진 다리는 7개이다.
- 쑹화강공로대교(松花江公路大桥)
- 송포대교(松浦大桥)
- 사환동장교(四环东江桥)
- 사환태대교(四环台大桥)
- 쑹화강대교(松花江大桥）
- 왕만철로교(王万铁路桥)
- 양명탄대교(阳明滩大桥)

## 같이 보기
- 헤이룽장성
- 길림성
- 만주
- 백두산